# Rosport-Mompach
Rosport-Mompach (lb. Rouspert-Mompech) − gmina (gemeng / commune / Gemeinde) w środkowym Luksemburgu, w kantonie Echternach. Siedziba administracyjna gminy znajduje się w miejscowości Rosport. Powstała 1 stycznia 2018 z połączenia gminy Rosport z gminą Mompach. 

## Podział administracyjny
Do gminy należy 16 miejscowości, w tym dwanaście (Uertschaft) oraz cztery lieu-dit:
1. Born (Bur)
2. Boursdorf (Buerschdref)
3. Dickweiler
4. Fromburgerhof (Frombuerg), lieu-dit
5. Girst (Giischt)
6. Girsterklaus (Giischterklaus), lieu-dit
7. Givenich (Giwenech)
8. Herborn (Hierber)
9. Hinkel (Hénkel)
10. Lilien (Liljen), lieu-dit
11. Moersdorf (Méischdref / Mörsdorf)
12. Mompach (Mompech)
13. Osweiler (Uesweller)
14. Pfaffenberg (Pafebierg), lieu-dit
15. Rosport (Rouspert)
16. Steinheim (Steenem)

## Współpraca
Miejscowość partnerska:
- Velence, Węgry